# Paul Kainbacher
Paul Kainbacher (* 1964 in Graz) ist ein österreichischer Geograph und Antiquar.

## Leben
Paul Kainbachers Eltern, Siegrun und Paul Kainbacher, führten ab 1964 in Köflach ein Autohaus. Der Vater veröffentlichte zudem philatelistische Fachpublikationen. Paul Kainbacher hat drei Geschwister, ist verheiratet und hat eine Tochter.
Kainbacher studierte Geographie, Wirtschaftskunde, Geschichte und Sozialkunde an der Universität Wien. 1992 erlangte er den Magister, 1996 wurde er zum Dr. rer. nat. promoviert. Daneben war er ab 1993 als AHS-Lehrer in Wien tätig.
1998 gründete er in Baden bei Wien ein Antiquariat für Geographie, Reisen und Völkerkunde. Er veröffentlicht im Jahr drei bis vier Kataloge und nimmt an Antiquariatsmessen in Wien, Stuttgart, Berlin, London, New York, Los Angeles, San Francisco und Hongkong teil.
Dreimal im Jahr findet im Antiquariat der seit 2014 bestehende Bibliophile Salon statt. Hier kommen zu bestimmten Themen zur geographischen Erforschungsgeschichte von Afrika, der Südsee und anderen Gebieten Sammler, Wissenschaftler und Interessierte zusammen. Neben fachspezifischen Vorträgen von Wissenschaftlern und Fachexperten werden von Paul Kainbacher Original-Berichte und Bücher präsentiert.
Paul Kainbachers Forschungsgebiet ist die Literatur zur Erforschung Afrikas, Asiens der Polarländer und des Pazifik.

## Veröffentlichungen
- Der Fremdenverkehr in Namibia und seine Entwicklungsmöglichkeiten. Dissertation Universität Wien 1995.
- Die Erforschung Afrikas. Die Afrika-Literatur über Geographie und Reisen 1486–1945. Kainbacher, Baden 1998–1999; 3. erweiterte und korrigierte Auflage 2002; 4. neu bearbeitete und erweiterte Auflage 2016, ISBN 978-3-9501302-9-4.
- Hrsg.: Sammlung von Afrika-Reisebeschreibungen österreichischer Forschungsreisender, Kainbacher, Baden 2001ff.
  - Bd. 1: Hansal's Briefe aus Chartum. 2001. ISBN 978-3-9501302-0-1.
  - Bd. 2: Alexander Baumann: Flüchtige Bilder aus einer Reise durch Egypten, Nubien und Syrien, in den Jahren 1854 und 1855. 2001, ISBN 978-3-9501302-1-8.
  - Bd. 3: Ignaz Pallme: Beschreibung von Kordofan und einigen angränzenden Ländern. 2002, ISBN 978-3-9501302-2-5.
  - Bd. 4: Ignaz Knoblecher u. a.: Reise auf dem weißen Nil. 2003, ISBN 978-3-9501302-4-9.
  - Bd. 5: Wilfried Schmid: Tegetthoff und Heuglin's Reise in Nordost-Afrika. Mit Biographie und Publikationsliste Heuglin's. 2005, ISBN 978-3-9501302-5-6
  - Bd. 6: Franz Binder: Reise im Orient und Afrika. 2006, ISBN 978-3-9501302-6-3.
  - Bd. 7: Eduard Ferdinand Freiherr von Callot: Reisen in Ägypten, Sudan und Äthiopien. 2006, ISBN 978-3-9501302-8-7.
  - Bd. 8: Oskar Lenz, Oskar Baumann: Die österreichische Congo-Expedition. 2011.
- mit Alexander Brandt: Österreichische Forscher und Reisende in Afrika vor 1945. Eine Biographie und Bibliographie von A–Z. Kainbacher, Baden 2006. 2. Auflage 2010, ISBN 3-9501302-7-6 (Digitalisat).